# All Saints Roman Catholic School, York
 (septembre 2022).
La mise en forme du texte ne suit pas les recommandations de Wikipédia : il faut le « wikifier ».
Les points d'amélioration suivants sont les cas les plus fréquents. Le détail des points à revoir est peut-être précisé sur la page de discussion.
- Les titres sont pré-formatés par le logiciel. Ils ne sont ni en capitales, ni en gras.
- Le texte ne doit pas être écrit en capitales (les noms de famille non plus), ni en gras, ni en italique, ni en « petit »…
- Le gras n'est utilisé que pour surligner le titre de l'article dans l'introduction, une seule fois.
- L'italique est rarement utilisé : mots en langue étrangère, titres d'œuvres, noms de bateaux, etc.
- Les citations ne sont pas en italique mais en corps de texte normal. Elles sont entourées par des guillemets français : « et ».
- Les listes à puces sont à éviter, des paragraphes rédigés étant largement préférés. Les tableaux sont à réserver à la présentation de données structurées (résultats, etc.).
- Les appels de note de bas de page (petits chiffres en exposant, introduits par l'outil «  Source ») sont à placer entre la fin de phrase et le point final[comme ça].
- Les liens internes (vers d'autres articles de Wikipédia) sont à choisir avec parcimonie. Créez des liens vers des articles approfondissant le sujet. Les termes génériques sans rapport avec le sujet sont à éviter, ainsi que les répétitions de liens vers un même terme.
- Les liens externes sont à placer uniquement dans une section « Liens externes », à la fin de l'article. Ces liens sont à choisir avec parcimonie suivant les règles définies. Si un lien sert de source à l'article, son insertion dans le texte est à faire par les notes de bas de page.
- La présentation des références doit suivre les conventions bibliographiques. Il est recommandé d'utiliser les modèles {{Ouvrage}}, {{Chapitre}}, {{Article}}, {{Lien web}} et/ou {{Bibliographie}}. Le mode d'édition visuel peut mettre en forme automatiquement les références.
- Insérer une infobox (cadre d'informations à droite) n'est pas obligatoire pour parachever la mise en page.

Pour une aide détaillée, merci de consulter Aide:Wikification.
Si vous pensez que ces points ont été résolus, vous pouvez retirer ce bandeau et améliorer la mise en forme d'un autre article.
 (septembre 2022).
L'école All Saints RC est un collège et lycée catholiques mixtes, situés dans le centre de York. L'école a été fondée en 1686 sous le nom de Bar Convent School for Girls. L'établissement est la plus ancienne école secondaire de la ville. C'était la première école catholique de Grande-Bretagne à enseigner aux filles.
Le site inférieur éduque les enfants âgés de 11 à 14 ans, et il est situé sur Nunnery Lane (A1036) attaché au Bar Convent et se compose de KS3 (collège).
Le site supérieur éduque les élèves âgés de 14 à 18 ans, situé juste à côté de Tadcaster Road ( A1036 ) sur Mill Mount. Il comprend KS4 et KS5 (lycée). Upper Site se trouve sur l'ancien site de la Mill Mount County Grammar School for Girls.
L'établissement est située dans un emplacement central à York, étant la seule école secondaire catholique romaine de York, All Saints accepte des étudiants de tout Yorkshire.

## Vie scolaire

### Vie religieuse
All Saints étant la seule école secondaire catholique romaine de York] joue un rôle important dans la communauté et l'histoire catholiques de la ville. En plus de desservir les paroisses du centre de York, l'école accueille  des élèves des paroisses et des écoles primaires de Thirsk, Malton, Pocklington et Tadcaster. L'école a des liens avec l'église English Martyrs qui se trouve à 300 m du site supérieur. Chaque année, toute l'école se réunit à la cathédrale pour la Toussaint, et une messe de l'avent. Des pèlerinages annuels sont organisés à Lourdes en collaboration avec le diocèse et d'autres écoles diocésaines.
En réponse à l'invasion de l'Ukraine par les forces russes en 2022, la All Saints a organisé une chaîne de prière le long des rues de la ville, en solidarité avec les Ukrainiens. L'événement a rassemblé plus de 2 000 étudiants et membres de la communauté catholique de York,,,.

### Autre
En 2022, l'école a organisé la première édition du Festival de lecture des écoles de York, une période d'une semaine durant laquelle une variété de conférenciers et d'ateliers ont été organisés pour promouvoir la lecture ; le festival a été un succès
L'école a également une publication, The Pupil Post, qui est imprimée et distribuée tous les semestres.

## Histoire
Dans les années 1600, la nonne née à York, Mary Ward, a commencé une mission d'éduquer les filles dans la foi catholique afin de continuer les générations futures de catholiques. Une école a été fondée et a été l'une des premières institutions catholiques romaines à enseigner aux filles en Grande-Bretagne et l'une des premières au monde.
Des écoles des couvents de Ward ont été fondées sur le continent, sous la direction de Mary Ward et de sa communauté. Après la mort de [Mary Ward, la communauté des sœurs retourna à York en 1686. Souhaitant que ses filles reçoivent une éducation catholique locale, l'homme d'affaires et baronnet du Yorkshire, Sir Thomas Gascoigne, a donné à la Sisterhood £500 pour démarrer une petite école - la Bar Convent Girls School. L'école a gagné en popularité et un bâtiment du couvent sur le site de l'école inférieure a été construit pour accueillir un internat et un couvent.
Drake décrit le couvent en 1736 comme « rien de plus qu'un pensionnat pour jeunes filles de familles catholiques ».
Dans les années 1800, un bâtiment supplémentaire a été ajouté pour accueillir une école de jour et, en 1925, la Bar Convent School est devenue une grammar school, qui permettait aux habitants de demander des bourses.
Les garçons ont été acceptés au milieu des années 1970 et, au début des années 1980, lors de l'abolition du système des grammar schools, pour assurer l'avenir de l'éducation gratuite pour la communauté catholique autour de York, la responsabilité de l'école est passée de la Sisterhood au diocèse de Middlesbrough.
En 1985, la Bar Convent School a ouvert ses portes sous le nom d'All Saints Roman Catholic School et a rapidement doublé de taille avec des élèves des écoles secondaires St Georges et Margaret Clitherow.
Le couvent de Bar partage désormais la chapelle avec l'école inférieure et abrite la communauté de dix-huit sœurs Mary Ward et le sacristain. Il fonctionne également comme une maison d'hôtes, un café et un musée.

## Anciens élèves

### Mill Mount Grammar School pour filles
La Mill Mount Grammar School for Girls a été incorporée à l'école de Milthorpe mais était située dans le site supérieur de All Saints.
- Sue Doughty (née Powell), ancienne députée libérale démocrate de Guildford (1959-1966)
- Karen Jones CBE, fondatrice de la chaîne de restaurants Café Rouge et directrice générale de Spirit Pubs (appartenant à Punch Taverns depuis 2006) de 2002 à 2006, et maintenant propriétaire de Food &amp; Fuel Pubs (1967–74)

### École secondaire de Bar Convent
- Abby Francis, comédienne
- Isobel McDonald-Davies, registraire général adjoint pour l'Angleterre et le Pays de Galles de 1994 à 2005
- Tricia Walker, auteur

### All Saints RC School
- Anna Docherty[10], quatre fois championne britannique, cycliste sur piste de l' équipe GB
- Nick Gargan, ancien chef de la police d' Avon et de la police du Somerset